# Harriet Dart
Harriet Dart (n. 28 iulie 1996, Londra, Anglia, Regatul Unit) este o jucătoare de tenis britanică. Cea mai bună clasare a sa la simplu este locul 84, în iulie 2022, iar la dublu locul 91 mondial, în iunie 2023. A ajuns în finală la Campionatele de la Wimbledon din 2021 la dublu mixt cu Joe Salisbury.
Dart a câștigat un titlu la dublu la turneele WTA 125. Ea a câștigat, de asemenea, patru titluri de simplu și 14 titluri de dublu pe circuitul feminin ITF. Și-a făcut debutul în turul WTA la Eastbourne International din 2015.